# Municipio de Potter (Arkansas)
El municipio de Potter (en inglés: Potter Township) es un municipio ubicado en el condado de Polk en el estado estadounidense de Arkansas. En el año 2010 tenía una población de 1776 habitantes y una densidad poblacional de 27,48 personas por km².

## Geografía
El municipio de Potter se encuentra ubicado en las coordenadas 34°34′48″N 94°17′33″O / 34.58000, -94.29250. Según la Oficina del Censo de los Estados Unidos, el municipio tiene una superficie total de 64.63 km², de la cual 64,21 km² corresponden a tierra firme y (0,65 %) 0,42 km² es agua.

## Demografía
Según el censo de 2010, había 1776 personas residiendo en el municipio de Potter. La densidad de población era de 27,48 hab./km². De los 1776 habitantes, el municipio de Potter estaba compuesto por el 95,21 % blancos, el 0,28 % eran afroamericanos, el 0,79 % eran amerindios, el 0,28 % eran asiáticos, el 0,79 % eran de otras razas y el 2,65 % eran de una mezcla de razas. Del total de la población el 3,15 % eran hispanos o latinos de cualquier raza.